# Walk Away (песня Донны Саммер)
«Walk Away» (с англ. — «Уходи прочь») — песня американской певицы Донны Саммер, записанная для её седьмого студийного альбома Bad Girls 1979 года.

## Предыстория и релиз
В 1980 году Донна Саммер после жаркого и широко освещаемого в прессе конфликта покинула лейбл Casablanca Records и подала против них иск, который позже был урегулирован. Тогда же Донна подписала контракт с лейблом Geffen Records и начала работать над новым альбомом, в абсолютно отличном от ставшего внезапно непопулярным диско. Стремясь получить как можно большую выгоду после разрыва с таким популярным артистом лейбл инициирует выпуск новых синглов. Третьим таким стал «Walk Away», а в месте с ним в продажу поступило коллекционное издание сборника с тем же названием.
На обратную сторону сингла был помещён хит 1976 года «Could It Be Magic», несмотря на это радиостанции и клубы проигрывали только более актуальную «Walk Away». Песня смогла попасть в топ-40 чартов США Billboard Hot 100 и Hot Soul Singles. Двенадцатидюймовая версия сингла будет выпущена в составе сборника The Dance Collection: A Compilation of Twelve Inch Singles 1987 года.

## Отзывы критиков
Стивен Холден в своей рецензии альбома Bad Girls для издания Rolling Stone отметил, что Саммер ещё никогда не звучала так игриво и изысканно, как в песне «Walk Away».

## Чарты
| Чарт (1980)                           | Высшая позиция |
| ------------------------------------- | -------------- |
| США (Billboard Hot 100)               | 36             |
| США (Billboard Hot R&B/Hip-Hop Songs) | 35             |